# Ranunculus taquetii
Ranunculus taquetii är en ranunkelväxtart som beskrevs av Leveille. Ranunculus taquetii ingår i släktet ranunkler, och familjen ranunkelväxter. Inga underarter finns listade i Catalogue of Life.